# ORF3b
ORF3b هو جين يتواجد في جُنيس الفيروسات السارسية من فصيلة فيروسات كورونا. وهو متواجد في كل من سارس-كوف (الذي يسبب مرض السارس) وسارس-كوف-2 (الذي يسبب كوفيد 19) رغم أن البروتين الناتج له طول مختلف كليا عند كل فيروس، فهو أقصر بكثير لدى سارس-كوف-2 بطول 22 حمض أميني مقارنة بـ 153-155 حمض أميني لدى سارس-كوف. أُبلِغ أن كلا البروتينين القصير والطويل مناهضين للإنترفيرون. من غير المعروف إن كان جين سارس-كوف-2 يعبر عن بروتين وظيفي.

## التسمية
كان هنالك خلط كبير في المنشورات العلمية حول التسمية المستخدمة للإشارة إلى البروتينات الملحقة لسارس-كوف-2، خاصة تسمية عدة جينات متداخلة في الـORF3a. بسبب اختلاف جينومي سارس-كوف وسارس-كوف-2 فإنه يُشار إلى إطاري قراة مفتوحين (ORF) مختلفين في جينوم سارس-كوف-2 بـ"ORF3b". في سارس-كوف، الـORF3b هو جين طوله 155 كودونا، وفي سارس-كوف-2 تحتوي المنطقة المماثلة له من الجينوم عدة كودونات توقف في نفس إطار القراءة، ونتج عن ذلك جين مبتور طوله 22 كودونا. نتيجة لذلك، تستخدم بعض الأوراق العلمية المصطلح "ORF3b" للإشارة إلى إطار القراءة المفتوح اللاحق الذي طوله 57 كودونا. وما زاد الخلط أن كلا البروتينين الناتجين سواء من جين 57 كودون أو جين 22 كودون لهما تأثيرات مماثلة كمضادين للإنترفيرون. علاوة على ذلك، وُصف الناتج المحتمل [الإنجليزية] من إطار ثالث بطول 41 كودونا على الأقل مرة واحدة بأنه «البروتين 3b». العديد من المنشورات حول سارس-كوف-2 تشير إلى "ORF3b" بشكل غير واضح.
التسمية الموصى بها في سارس-كوف-2 هي استخدام المصطلح ORF3b للجين النديد الذي طوله 22 كودونا الموجود في النهاية 5' لجين ORF3b الخاص بسارس-كوف. ويُستخدم المصطلح ORF3c للجين الذي طوله 41 كودونا والمصطلح ORF3d للجين الذي طوله 57 كودونا.

## علم الجينوم المقارن
مثل الجينات الأخرى المشفرة للبروتينات الملحقة، يتواجد الـORF3b بالقرب من الجينات المشفرة للبروتينات البنيوية في النهاية 3'. وهو أحد عدة جينات متداخلة في هذه المنطقة من الجينوم، ويتداخل مع ORF3a وفي سارس-كوف يتداخل مع الجين E المشفر لبروتين الغلاف. يختلف طوله بشكل كبير من 22 حمض أميني في سارس-كوف-2 إلى حوالي 155 حمض أميني في سارس-كوف، مع تواجد ندائد مبتورة في فيروسات كورونا خفاشية ذات أطوال تتراوح بين هذين الطولين. هو إطار القراءة المفتوح الوحيد في جُنيس الفيروسات السارسية الذي يملك تغيرات كبيرة في طوله بين فيروسات هذا الجنيس، تسلسله غير محفوظ جيدا بين أنواع الفيروسات المرتبطة بالسارس.

## التعبير والتموقع
في سارس-كوف، يُترجم بروتين ORF3b عبر موقع دخول الريبوسوم الداخلي [الإنجليزية] (IRES). ويملك إشارة توجيه إلى النواة [الإنجليزية] في النهاية الكربوكسيلية وتم تحديد تواجده في النوية والمتقدرات. وهو ليس أساسيا لتضاعف الفيروس.
في سارس-كوف-2، من غير الواضح ما إذا كان ORF3b وظيفيا. تم استخدام كل من دراسات البروتيوميات، سَلسَلة رنا جينومات الرنا الفرعية، برفلة الريبوسوم، وعلم الجينوم المقارن لاختبار وظيفة محتوى الجين في سارس-كوف-2 ووُجدت أدلة صغيرة على أن الـORF3b يُعبر عن بروتين وظيفي. أُبلغ أن بروتين سارس-كوف-2 يتموقع في العصارة الخلوية حين يُعبر عنه في مزرعة خلوية. أُبلغ كذلك أن الهيئات المبتورة من البروتين في فيروسات كورونا الخفاشية تتواجد في العصارة الخلوية كذلك، على الأرحج بسبب فقدانها لإشارة التوجيه إلى النواة في النهاية الكربوكسيلية.

## الوظيفة

### نمو الخلية
في سارس-كوف، أُبلغ أن الـORF3b يُحدث توقف دورة الخلية في G0/G1 ويتسبب في الاستماتة حين تمت دراسته في مزرعة خلايا.

### مضاد للإنترفيرون
في سارس-كوف، وُصف الـORF3b على أنه مضاد للإنترفيرون، ويمنع استجابة الإنترفيرون نوع 1 عبر تثبيط عامل تنظيم الإنترفيرون 3 (IRF3). توحي دراسات بروتين ORF3b المبتور الخاص بسارس-كوف-2 في الخلايا المزروعة إلى أنه مضاد إنترفيرون أكثر قوة من بروتين سارس-كوف، وهو أمر قد تكون له صلة بالاختلافات في الطول والتموقع الخلوي.

### تأثير على AP-1
في سارس-كوف، أُبلغ أن بروتين الـORF3b ينشط عامل النسخ AP-1 [الإنجليزية] عبر مساري التأشير ERK [الإنجليزية] وJNK [الإنجليزية].